# Martin XB-33
Die Martin XB-33 Super Marauder waren zwei verschiedene Entwürfe für ein Bombenflugzeug der Vereinigten Staaten, welches durch den Flugzeughersteller Martin entwickelt wurde.

## Geschichte
Ursprünglich war der Entwurf als Ersatz für die Martin B-26 geplant, jedoch als Höhenbomber entwickelt, wobei die Tragfähigkeit an Bomben (1814 kg) zur B-26 gleich blieben sollte.

### Martin XB-33 – Model 189
Der erste Entwurf der B-33 war ein zweimotoriger mittelschwerer Bomber mit Druckkabine und Doppelleitwerk. Das Flugzeug war als Schulterdecker ausgelegt und hatte einen runden Rumpf. Die Entwicklung begann im Oktober 1940. Die bei der Entwicklung eingetretene Gewichtszunahme führte aber dazu, dass die Leistungen, die vom United States Army Air Corps gefordert wurden, nicht erfüllt werden konnten. Deshalb wurde ein viermotoriger Entwurf begonnen. Die bereits beauftragten zwei Flugzeuge wurden storniert. (s/n 4362, 4363 / 41-28407, 41-28408)

### Martin XB-33A – Model 190
Von dem viermotorigen Entwurf wurden zwei Prototypen von den US-Amerikanern als XB-33A bestellt, wobei die Traglast an Bomben 4,5 t betragen sollte. Das lag zwischen der B-24 Liberator mit 3,6 t und der Boeing B-29 mit 9,0 t. Die Seriennummern des Herstellers und die Seriennummer der USAAF wurde wiederverwendet. Am 17. Januar 1942 erteilte die USAAF einen Auftrag für den Bau von 400 B-33A, die in der staatseigenen Anlage in Omaha, Nebraska, betrieben von Martin erfolgen sollten, (s/n 5794 – 6193 / 42-35184 – 42-35583). Weiterhin wurde eine Bruchzelle bestellt und auch diese wurde wieder storniert (s/n 6394 / 42-38279). Mit dem Bau von zwei Prototypen wurde noch 1942 begonnen, dann aber am 25. November 1942 eingestellt, damit das Werk in Omaha die B-29 herstellen konnte.

## Technische Daten
| Kenngröße             | Martin XB-33 – Model 189                                   | Martin B-33 – Model 190                                    |
| --------------------- | ---------------------------------------------------------- | ---------------------------------------------------------- |
| Besatzung             |                                                            | sieben                                                     |
| Länge                 | 21,64 m                                                    | 24,33 m                                                    |
| Spannweite            | 30,48 m                                                    | 40,80 m                                                    |
| Höhe                  | 6,86 m                                                     | 7,32 m                                                     |
| Flügelfläche          | ?                                                          | 139,35 m²                                                  |
| Flügelstreckung       |                                                            | 11,9                                                       |
| Leermasse             |                                                            | 39.000 kg                                                  |
| Startmasse            |                                                            |                                                            |
| Reisegeschwindigkeit  |                                                            |                                                            |
| Höchstgeschwindigkeit |                                                            | 555 km/h                                                   |
| Dienstgipfelhöhe      |                                                            | 11.890 m                                                   |
| Reichweite            |                                                            | 3200 km bei 390 km/h                                       |
| Triebwerke            | 2 × Wright R-3350-18 Sternmotoren mit je 1800 PS (1300 kW) | 4 × Wright R-2600-15 Sternmotoren mit je 1800 PS (1300 kW) |
| Bewaffnung            | 1815 kg Bombenlast                                         | Maschinengewehre 12,7 mm 4500 kg Bombenlast                |